# Montauroux
Montauroux ist eine französische Gemeinde mit 6.787 Einwohnern (Stand 1. Januar 2022) im Département Var in der Region Provence-Alpes-Côte d’Azur. Administrativ liegt sie im Kanton Roquebrune-sur-Argens und im Arrondissement Draguignan.

## Geographie
Montauroux ist eine Gemeinde im Osten des Départements Var, an der Grenze zum Département Alpes-Maritimes. Der Ort liegt in Südausrichtung in Stufen zwischen 150 und 400 m angeordnet gegenüber dem Esterel-Gebirge. Der Lac de Saint-Cassien, das obere Siagnetal und die naheliegenden Wälder prägen die Landschaft der Umgebung. Montauroux liegt etwa auf halber Strecke zwischen dem 30 km entfernten Mittelmeer und den nächstgelegenen Skiorten in 40 km Entfernung.

## Geschichte
Im Jahr 1592 war Montauroux während der Hugenottenkriege Schauplatz einer Schlacht zwischen dem Heer Heinrichs IV. von Frankreich unter Jean Louis de Nogaret de La Valette und der Heiligen Liga unter Karl Emanuel I. von Savoyen.

## Persönlichkeiten
- Maurice Floquet (1894–2006), der bis zu seinem Tod im November 2006 als ältester Franzose und letzter lebender Veteran des Ersten Weltkriegs galt, lebte in Montauroux.
- Der Modeschöpfer Christian Dior (1905–1957) hielt sich oft in seinem Château de La Colle Noire in Montauroux auf.